# Caritas Sverige

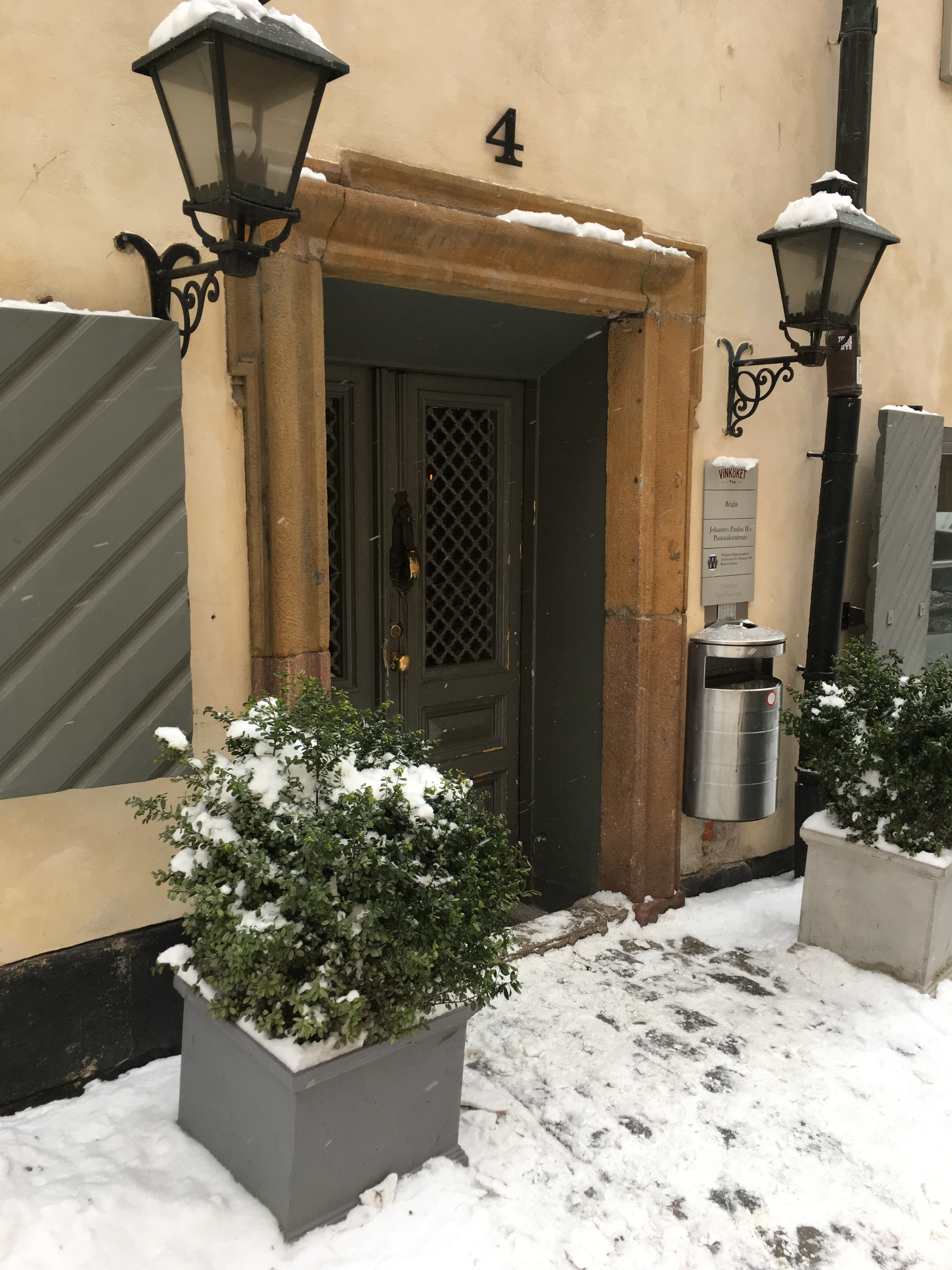
Caritas Sverige

Caritas Sverige (lat. Caritas Sueciae) är en hjälp- och biståndsorganisation inom katolska kyrkan i Sverige och en del av Stockholms katolska stift. Caritas Sverige grundades 1946 av biskop Johannes E. Müller. Organisationen bedriver hjälparbete bland utsatta i Sverige, utövar påverkan i rättvisefrågor och stödjer katastrofinsatser. Caritas Sverige ingår i det internationella nätverket Caritas Internationalis och det europeiska nätverket Caritas Europa.
Caritas Sverige anordnar regelbundna insamlingar till förmån för drabbade av humanitära kriser, orättvisor, naturkatastrofer, krig och konflikter runt om i världen. De insamlade medlen vidarebefordras till lokala Caritasnätverk som arbetar på plats i förmånslandet/området.
Sedan 2021 har Caritas Sverige ett nätverk för unga, Caritas ungdom.
Caritas Sverige lyder under biskopen i Stockholms katolska stift.

## Ledning[1]
- 1987–1995: Johan Gärde
- 1995–1999: Karl-Erik Svartberg
- 1999–mars 2004: Pehr Thorell
- Mars 2004–augusti 2004: Interimsledning bestående av biståndschef, ekonomichef och Sverigechef
- Sept 2004 – maj 2006: Fredrik Alpin
- Maj 2006 – mars 2007: Charlotte Byström (tf. finanschef)
- Mars 2007 – april 2007: Gustaf von Essen (arbetande styrelseordförande)
- Okt. 2013 – juli 2020  p. Henrik Alberius OP (arbetande ordförande)
- Juli 2020 – George Joseph (generalsekreterare)